# Uraeotyphlus interruptus
Uraeotyphlus interruptus és una espècie d'amfibi sense potes gimnofió de la família Ichthyophiidae que habita els Ghats Occidentals, a l'estat indi de Kerala.
És una espècie subterrània associada a sòls solts. La sèrie tipus es va recollir a una plantació de cautxú, tot i que l'hàbitat natural d'aquesta espècie seria més aviat un bosc perenne humit. Hi ha indicacions que sigui ovípara amb un estadi larvari aquàtic a les rieres.

## Distribució
Només se'l coneix de la localitat tipus, el poble de Xengalam a l'estat de Kerala a l'Índia. Fins ara la taxonomia i distribució en romanen confusos.